# Tricypha furcata
Tricypha furcata là một loài bướm đêm thuộc phân họ Arctiinae, họ Erebidae.